# 戰爭哲學
戰爭哲學是致力于研究战争起因、战争与人性之间的关系以及战争伦理等问题的哲学领域。战争哲学与历史哲學、政治哲学、国际关系學和法律哲學有密切關聯。 

## 关于战争哲学的作品

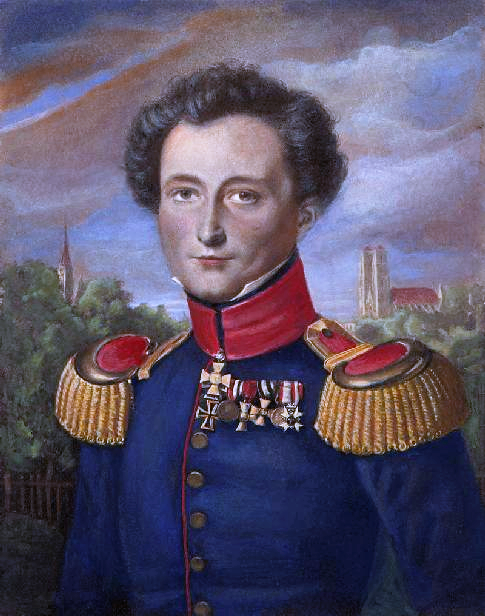
卡尔·冯·克劳塞维茨（Carl von Clausewitz）， 卡尔·威廉·瓦赫 （ Karl Wilhelm Wach）绘画。

最大和最有影响力的哲學作品，是由卡尔·冯·克劳塞维茨著作的戰爭論。它结合了对战略的观察以及关于人性和战争目的的问题。克劳塞维茨還特别思考了战争的目的论：「战争是終結自身外部問題的一种手段，还是它本身可以作為终结的手段？」他得出的结论是，不可能是後者。因此，战争是屬於“通过不同手段进行的政治手法”。也就是说，战争一定不能仅仅为了自己的利益而存在，它還必须對国家有利。 
列夫·托尔斯泰的长篇小说《战争与和平》包含关于战争哲学的論題，这对於后来关于战争的思想产生了影响。例如托尔斯泰以基督教為中心的战争哲学，直接影响了甘地以印度教為中心的非暴力抵抗。 
孙武的《孙子兵法》主要侧重于武器和战略，因此本來非哲学著作，但他的理論常常被扩展为一种适用于战争以外的哲學情况。尼科洛·马基雅维利的杰作《君主論》以及《李維論》雖然不屬於戰爭哲學，但他們均讨论了与战争有关的一些哲学思想。 

## 正义战争理论
印度史诗《摩诃婆罗多》首次提出了有关“正义战争”讨论。其中，五个般度族兄弟之一詢问战争造成的苦难是否可以辩解。從而引起兄弟姐妹之间进行了长时间的讨论，建立了诸如战车不能攻击骑兵，只能攻击其他战车。不能攻击遇难人员等标准。隨後更提出：正當原因、正當手段、公平对待俘虏和伤者。正义战争哲学在倫理上建立了可接受的原则，並且将战争的某些方面合理化。 最終得出，正义战争理论以四个核心为基础：公正权威；正当理由、正确意图、最後方法。  

### 公正的权威
公正权威的标准是指确定参战合法性，战争的概念和对战争的追求是否得到合法处理和正当。

### 正当原因
正当理由指战争是屬於适当而且必要的回应正当手法。如果可以避免战争，那必须根据正义战争理论哲学来作最後确定。

### 正确的意图
要打仗，必须根据道德判断这样做是否正确。正确意图要求确定使用战争是否能解决冲突。

### 最后方法
战争是迫不得已的对策，这代表着如果双方之间存在冲突，應在發起战争之前必须尝试所有解决方案。

## 传统思想
由于战争哲学通常被视为哲学另一分支的子分類（例如政治哲學或法律哲学），因此很难以傳統思想去分類成清晰的思想流派。然而，斯坦福哲学百科全书称卡尔·冯·克劳塞维茨为“唯一战争哲学家”，这代表着他是唯一的戰爭哲学家，他发展了不少专门针对战争的哲学体系。然而，随着时间的推移，有不少战争思想传统已经发展起来，因此一些哲學家已经能够大概区分。 

### 目的分类
阿纳托尔·拉波波特在他对克劳塞维茨的《战争論》（格雷厄姆的译本）介绍中，确定了战争哲学中的三个主要傳統目的论：大灾变，末世论和政治学。 这雖然不是唯一可能的目的论战争哲学，但亦是最常见的三种：
- 列斯·托尔斯泰的史诗小说《战争与和平》中，推崇大灾变学派。這學說认为，战争是对人类有大祸害（无论是可避免的还是不可避免的），除了造成破坏和苦难外，其目的无補于事，縱使造成這些後果不是戰爭的目的，但亦可能對社會引起剧烈的变化。然而，托尔斯泰的观点被置于全球灾难性战争哲学的子类别之下。灾变思想流派的另一个子类别是民族中心主義灾变思想，这种观点专门针对特定族群和國族的困境。例如，在犹太教中，旧约聖經記載战争的观点是神对以色列人的惩罚。正如特纳赫认为战争是上帝不可避免的行为，所以托尔斯泰特别强调战争是降落在人类身上的东西，絕不是人类的“自由意志”可控制。而是相反，這是全球不可抗拒的结果。[3]
- 末世论的思想流派认为所有战争都是通向某个目标的，并断言冲突有朝一日會导致社会的大规模动荡以及形成的新社会。在各种理论中产生的社会可能是乌托邦或反乌托邦。這可區分為：弥赛亚论和全球论。马克思主义概念是最后一场革命之后由无产阶级统治的共产主义世界，这是全球理论的一个例子，而基督教的世界末日大战的概念則迎来基督的第二次降临，撒旦最终失败。弥赛亚末世哲学源于犹太基督教的弥赛亚概念，并将战争视为在单一信仰或单一统治者統治人類的最终结晶。十字军东征、圣战、纳粹主義、優等民族概念和19世纪美国昭昭天命概念也可能属于此类。 [4]
- 克劳塞维茨是一个思想政治學說支持者，认为战争代表主權國家。

后来他将越南战争和其他冷战冲突背后的哲学描述为“新克劳塞维茨主义者”。Rapoport还把Machiavelli視為战争政治哲学的早期例子。在他發表论文「反恐战争」和「伊拉克战争」数十年之后，美国在2001年和2003年布什总统的领导下开始實行先發制人，这是其中一种政治手段，他表明美国必须利用战争来防止进一步的攻击，例如九一一襲擊事件。

### 倫理类别
在斯坦福大学哲学百科全书中，可以找到基于伦理学对战争学說进行分类。SEP描述了战争伦理的三个主要方面：现实主义、和平主义和正义战争理论。 简而言之： 
- 现实主义认为，社会中的个人道德和伦理体系实际上不能应用于整个社会来解釋他们作为社会与其他社会的互动方式。因此，一个国家在战争中的目的只是维护国家利益。这种思维与马基雅维利的哲学相似，昔底底德和霍布斯也可能属于这一类。
- 和平主义认为，对战争进行道德评估是可能的，而且战争总是被认为是不道德。通常，有两种理論和平主义會考虑到：

1. 和平主義的結果論形式，它认为战争带来的好处永远不会超过戰爭的代价；
2. 和平主义的義務倫理學形式，它认为战争的活动本质上是错误的，因为它违反了正义的首要倫理，例如不杀人。尤金·维克多·德布斯等人就主張以外交方法解決紛爭而非战争。

- 正义战争与和平主义一起认为道德确实适用于战争。但是，与和平主义不同，根据战争理论，战争有可能在道德上是合理的。正義戰爭的概念是国际法概念的基础，例如日内瓦公约。而亚里斯多德、西塞罗、奥古斯丁、阿奎那和雨果·格罗蒂乌斯都是支持正义战争的哲学家。常见的正义战争理由認為，只有在以下情况下才有理由發起战争：

1. 在一个国家和另一個国家在自卫中发动战争；
2. 為了结束严重侵犯人权行为而发动战争。政治哲学家约翰·罗尔斯則支持这些标准是合理的战争。

## 參看
- 基督教末世論
- 猶太教末世論
- 世界末日
- 戰爭
- 世界和平
- 哲學
- 政治哲學
- 社會哲學

## 延伸閱讀
- Chanakya, Arthashastra, especially Book X "Relating to War". Discusses war along with philosophical/religious observations about sacrifice derived from Vedic scripture.

- Heindel, Max, The Rosicrucian Philosophy in Questions and Answers - Volume II (The Philosophy of War, World War I reference, ed. 1918),  ISBN 0-911274-90-1. Describing a philosophy of war from the point of view of Rosicrucian beliefs.

- Rawls, John, The Law of Peoples. A discussion of international law in the context of political liberalism which argues against the Clausewitzian conception of war between wholly autonomous states, seeking to replace it with a conception of a "fair and just" international society of peoples adhering to principles of international law.